# Alas, Babylon
Alas, Babylon é um romance apocalíptico de 1959 escrito por Pat Frank (pseudônimo de Harry Hart Frank). Um dos primeiros do gênero, escrito numa época em que se temia uma guerra nuclear global, manteve sua popularidade por mais de cinquenta anos após sua publicação original, aparecendo frequentemente no ranking dos 20 Maiores Contos de Ficção Científica da Amazon (que lista tanto coleções de contos como romances) e é um dos livros listados em Ficção Científica: Os 100 Melhores Romances, de David Pringle. A história centra nas consequências de uma guerra nuclear na cidade fictícia de Fort Repose, na Flórida, baseada na cidade real de Mount Dora. O título deriva de uma passagem em uma das traduções em inglês do Livro do Apocalipse, 18:10: Alas, that great city Babylon, that mighty city! For in one hour is thy judgment come. (em português: "Ai daquela grande cidade de Babilônia, aquela forte cidade! Pois em uma hora veio o seu juízo.") A ilustração de capa de uma das versões foi feita por Robert Hunt.

## Enredo
Randy Bragg vive uma vida sem rumo na pequena cidade de Fort Repose, na Flórida central. O seu irmão mais velho, o coronel Mark Bragg, um agente de inteligência da Força Aérea americana, manda-lhe um telegrama terminando com a frase "Alas, Babylon", um código pré-estabelecido entre os dois que comunica um desastre iminente. Mark transporta sua família para Fort Repose e permanece na base Offutt AFB em Omaha, Nebraska. 
Pouco depois, um piloto da Força Aérea americana, numa tentativa de interceptar uma aeronave inimiga no Mar Mediterrâneo, acaba destruindo acidentalmente um depósito de munição em Lataquia, na Síria, causando uma grande explosão. Este evento alimenta as tensões da Guerra Fria, fazendo a União Soviética lançar um ataque nuclear de grande escala aos Estados Unidos e seus aliados. Mark testemunha mísseis americanos sendo lançados em retaliação. Randy e seus convidados são acordados pelo tremor decorrente do bombardeio de bases militares próximas; uma das explosões cega temporariamente sua sobrinha Peyton. 
No início, o caos se dissemina. Turistas ficam sem poder sair de hotéis, as linhas de comunicação param de funcionar, o CONELRAD (um sistema americano de comunicação por rádio usado durante a Guerra Fria para casos de emergência militar) opera com grande limitação, criminosos escapam de prisões, além da moeda se desvalorizar quase totalmente, causando uma grande corrida aos bancos.
Com o passar dos meses, as notícias chegam lentamente pelo rádio. A maior parte do governo americano fora eliminada e o atual presidente é Josephine Vanbruuker-Brown, ex-Secretária de Saúde, Educação e Bem-Estar. Randy, que era um militar da reserva antes do ataque soviético, organiza uma equipe comunitária de autodefesa contra criminosos locais, além de tentar limpar a cidade de joias radioativas provenientes das ruínas de Miami, cidade devastada pelo ataque nuclear.
No ano seguinte, helicópteros da Força Aérea chegam em Fort Repose. Eles sugerem evacuar os residentes da Flórida, que é considerada uma "zona contaminada", mas os residentes escolhem ficar. É revelado que os Estados Unidos venceram a guerra, porém a um custo militar e financeiro tremendo, e agora estão recebendo ajuda humanitária de países do terceiro mundo como o Brasil e a Venezuela. 

## Recepção
Floyd C. Gale, da revista Galaxy Science Fiction (publicada entre 1950 e 1980) avaliou o romance com três estrelas de cinco, concluindo:  "Frank parou muito cedo com muito pouco".

## Efeitos do romance

### Pessoas
- John Lennon, conhecido pelas suas visões pacifistas e pelos seus livros In His Own Write (1964) e A Spaniard in the Works (1965), recebeu uma cópia de Alas, Babylon do jornalista Larry Kane em 1965. Lenon passou uma noite inteira lendo o livro, alimentando seu fervor antiguerra e imaginando a população mundial numa tentativa de fugir dos horrores de uma catástrofe nuclear.[5]

### Literatura
- No seu prefácio da edição de 2005 de Alas, Babylon, David Brin ressalta que o livro o ajudou a moldar suas visões sobre a guerra nucelar e influenciou seu próprio livro, The Postman (1982),[6] adaptado para o cinema em 1997.
- Na seção de reconhecimentos no início de seu romance pós-apocalíptico One Second After (2009), William R. Forstchen credita Alas, Babylon como uma das influências do seu romance, que se passa na cidade de Black Mountain, Carolina do Norte,[7] após vários ataques de pulso eletromagnético pelo mundo acabarem por cortar todas as fontes de eletricidade para a cidade, e retrata o colapso social conseguinte.
- O livro Under a Graveyard Sky (2013), de John Ringo, começa com um código de emergência que usa o termo "AlasBabylon."[8] O livro de Frank é referenciado pelos personagens como sendo a inspiração para este código, e tem um breve papel na sinopse.[8]

## Adaptações
Uma adaptação de Alas, Babylon foi transmitida em 3 de abril de 1960 no 131º episódio de Playhouse 90, uma série de televisão dramática.  O episódio estreou Don Murray, Burt Reynolds e Rita Moreno.